# Transferproblematikken
Transferproblematikken omhandler komplikationen i at overføre noget lært fra én sammenhæng til en anden. Man kan se den som en adskillelsesproblematik, idet der sker en adskillelse mellem indlæringen og anvendelsen af det indlærte, når man i stedet for learning by doing henlægger læringen til en anden sammenhæng end hvor det tillærte skal bruges.
Om overførelsen af noget lært fra én sammenhæng til en anden lykkes, afhænger af læringssituationens karakter, den lærendes forudsætninger, motivation, interesser, hvad der skal overføres, hvordan det skal anvendes og i hvilken sammenhæng. Der er altså en række aspekter der skal spille sammen, for at man kan tale om hensigtsmæssig transfer. Dette skyldes at viden eller færdigheder ikke bare kan transporteres fra ét sted til et andet, som en genstand. Som individer transformerer vi samtidig det vi har lært, så det passer ind i forskellige situationer.
Transfer indebærer altså, at der skabes et sammenspil mellem to forskellige læringssammenhænge. Et eksempel på sådanne læringssammenhænge, som er relevante i forhold til transferproblematikken, er forholdet mellem en skolesammenhæng og en arbejdssammenhæng. Den læring der finder sted i skolen skal kunne anvendes på arbejdspladsen, altså i praksis. Hvis den lærende ikke mentalt etablerer en sammenhæng mellem de to, opstår der transfer problemer.

## Forskellige teoretikeres syn på transfer
Edward Thorndike hører under det klassiske syn på transferproblematikken og mener, at det der overføres er de helt konkrete handlinger individet udfører. Han siger dermed, at transfer opstår når noget specifikt indhold af et emne er nødvendigt at kunne for at lære et andet emne. I en undervisningssituation kunne det være konkrete handlinger som at skrive tydeligt på tavlen, tale pænt til sine medstuderende, række hånden op når man vil sige noget osv. Disse konkrete handlinger overføres til en anden situation, hvor de bruges på præcis samme måde uafhængig af konteksten.
Charles Hubbard Judd, der ligeledes hører under det klassiske syn, har derimod den mening, at det er de generelle strategier for handlinger, der skal overføres. I et kursus for kommende undervisere ville transferproblematikken for Judd bestå i, at adjunkterne skulle lære de studerende nogle generelle strategier – eksempelvis hvordan de skal involvere dem i undervisningen. Det er så disse generelle kompetencer, der overføres til brug i en anden situation. Transfer opstår således når den samme strategi eller det samme princip, som var lært i opgave x, også kan anvendes i opgave y. Ud fra disse generelle strategier følger så de konkrete handlinger som Thorndike taler om.
Under det kognitive syn på transferproblematikken hører flere teoretikere, bl.a. Sternberg (muligvis Robert Sternberg) og Ernst von Glasersfeld. Perspektivet er stadig opgaveorienteret som Thorndikes og Judds. Teoretikere her mener, at transfer sker ved overførsel af lærte skemaer. I en undervisningssituation ville man opdele efter typer af studerende, typer af undervisningssituationer, typer af undervisningsfag osv, og så tilrettelægge undervisningen efter disse skemaer. Transfer er således at bruge de lærte skemaer andre steder og dette gøres helt automatisk ifølge disse teoretikere.
Carl Bereiter har også et individuelt perspektiv på transferproblematikken ligesom de føromtalte teoretikere og mener, at der ikke eksisterer nogen egentlig transfer. vi har nogle dispositioner, og det er disse der overføres fra situation til situation. Hvis man eksempelvis har en disposition for at forholde sig tavs og blot lytte til andre, vil man automatisk opsøge situationer, hvor man ikke behøver at sige noget, og hvor man kan lytte til andre. En undervisningssituation vil med dette teoretiske syn handle om at udvikle disse dispositioner i den ønskede retning. Underviser skal eksempelvis skabe situationer hvor de studerende skal opføre sig på en sådan måde som man ønsker de skal opføre sig i andre situationer. Bereiter mener, at man bliver det som ens handlinger er.
James Greenos syn på transfer indebærer mere fokus på kontekst end de ovenstående teoretikere. Han mener, at det man lærer er generelle situationstilpassede handlingsmåder og det er disse der overføres. Situationer er forskellige alt efter hvem, hvor og hvad man agerer med. De handlingsmåder vi har med er ikke faste og kan derfor udvikle sig. Når man skal tænke didaktisk design af undervisning vil man således søge at skabe situationer så de studerende kan gå fra kontekst til kontekst. Via den konkrete handlingsmåde bevæger vi os fra situation til situation.
Beach (muligvis Richard Beach) har ligeledes meget fokus på kontekst. Han kan ikke lide at bruge ordet transfer, da han mener, at der her ligger for mange komplikationer. Han taler derfor om generalisering i stedet. Det han mener med generalisering er, at man tager den viden man har fra en sammenhæng og finder ud af hvordan man kan bruge det i en anden sammenhæng. Han forstår således ved generalisering, at personen transformerer viden og handlinger fra en konkret sammenhæng på måder, så de bliver anvendelige i en anden konkret sammenhæng..